# Улица Арайшу (Рига)
Улица А́райшу (латыш. Āraišu iela) — улица в Видземском предместье города Риги, в микрорайоне Тейка. Начинается от перекрёстка с улицами Айзкрауклес и Таливалжа; заканчивается перекрёстком с улицей Бикерниеку.
На всём протяжении имеет асфальтовое покрытие, 2 полосы движения. Общая длина улицы составляет 859 метров. Общественный транспорт по улице не курсирует.

## История
Улица Арайшу была проложена при застройке жилого района «Savs stūrītis» (рус. «Свой уголок»); название присвоено 19 сентября 1929 года. Первоначально улица проходила только до улицы Структору, причём на картах 1930-х годов её участок от улицы Баяру до улицы Структору имеет отдельное название — «улица Саулиша» (латыш. Saulīša iela). 9 июля 1937 года улица Арайшу была продлена до улицы Бикерниеку.
Переименований улицы не было.

## Архитектура
Застройка улицы Арайшу преимущественно частная, малоэтажная, сложившаяся с 1930-х годов.
Жилые дома № 7 (архитектор А. Гринбергс, 1939), № 12 (архитектор Т. Хермановскис, 1936), № 16 (архитектор Г. Вернер, 1937), № 18 (архитектор Д. Бетхерс, 1936), № 26 (архитектор Т. Хермановскис, 1935) и № 28 (архитектор А. Калныньш, 1935) являются охраняемыми памятниками архитектуры местного значения.
В июне 2005 года был сдан современный комплекс жилых зданий «Āraišu nams», расположенный в конце улицы Арайшу.

## Прилегающие улицы
Улица Арайшу пересекается со следующими улицами:
- Улица Айзкрауклес
- Улица Таливалжа
- Улица Аусмас
- Улица Залкшу
- Улица Баяру
- Улица Структору
- Улица Бикерниеку